# Теорема тенісної ракетки

Основні осі тенісної ракетки.

Теорема тенісної ракетки або теорема проміжної осі — результат класичної механіки, що описує рух твердого тіла з трьома різними головними моментами інерції. Вона отримала назву ефект Джанібекова, після того, як радянський космонавт Володимир Джанібеков помітив один з наслідків теореми, перебуваючи в космічному просторі 1985 року хоча сам ефект був відомий принаймні за 150 років до цього і добре описаний в сучасних текстах з класичної механіки, які мали бути відомі Джанібекову. Стаття з поясненням ефекту була опублікована 1991 р.

## Загальний опис
Теорема описує ефект, коли обертання об'єкта навколо його першої та третьої головних осей є стабільним, а обертання навколо його другої головної осі (або проміжної осі) не є.
Це можна продемонструвати за допомогою наступного експерименту: візьміть у руку тенісну ракетку за ручку сіткою горизонтально землі і намагайтеся підкинути її в повітря так, щоб вона виконала повне обертання навколо горизонтальної осі, перпендикулярній її ручці, і намагайтеся схопити ручку. Майже у всіх випадках під час цього обертання сітка також завершить половинне обертання (тобто на 180°), так що тепер інша сторона сітки буде спрямована вгору. Для контрасту, ракетку можна легко кинути так, щоб вона оберталася навколо осі ручки (третя головна вісь) без супроводу половини обертання навколо іншої осі; також можна зробити її обертання навколо вертикальної осі, перпендикулярної ручці (перша основна вісь) без будь-якого супутнього напівповороту.
Експеримент можна виконати з будь-яким об'єктом, який має три різні моменти інерції, наприклад, книгою, пультом дистанційного керування або смартфоном. Ефект утворюється, коли вісь обертання лише незначно відрізняється від другої основної осі об'єкта; опір повітря або гравітація не обов'язкові.

## Теорія

Візуалізація нестабільності проміжної осі. Величина кутового моменту і кінетична енергія обертового об'єкта зберігаються. В результаті вектор кутової швидкості залишається на перетині двох еліпсоїдів.

Теорему про тенісну ракетку можна якісно проаналізувати за допомогою рівнянь Ейлера. За умов без крутного моменту вони мають наступний вигляд:
{\displaystyle {\begin{aligned}I_{1}{\dot {\omega }}_{1}&=(I_{2}-I_{3})\omega _{2}\omega _{3}~~~~~~~~~~~~~~~~~~~~{\text{(1)}}\\I_{2}{\dot {\omega }}_{2}&=(I_{3}-I_{1})\omega _{3}\omega _{1}~~~~~~~~~~~~~~~~~~~~{\text{(2)}}\\I_{3}{\dot {\omega }}_{3}&=(I_{1}-I_{2})\omega _{1}\omega _{2}~~~~~~~~~~~~~~~~~~~~{\text{(3)}}\end{aligned}}}
Тут {\displaystyle I_{1},I_{2},I_{3}} позначають головні моменти інерції об'єкта, і припустимо, що {\displaystyle I_{1}>I_{2}>I_{3}}. Кутові швидкості навколо трьох основних осей об'єкта позначені {\displaystyle \omega _{1},\omega _{2},\omega _{3}}, а їх похідні по часу — {\displaystyle {\dot {\omega }}_{1},{\dot {\omega }}_{2},{\dot {\omega }}_{3}}.
Стабільне обертання навколо першої головної осі
Розглянемо ситуацію, коли об'єкт обертається довкола осі з моментом інерції {\displaystyle I_{1}}. Для визначення природи рівноваги, припустимо, що початкові кутові швидкості вздовж двох інших осей є малими. В результаті, відповідно до рівняння (1), {\displaystyle ~{\dot {\omega }}_{1}} є дуже малим. Тому, залежністю від часу {\displaystyle ~\omega _{1}} можна знехтувати.
Тепер, диференціюючи рівняння (2) і підставляючи {\displaystyle {\dot {\omega }}_{3}} з рівняння (3),
{\displaystyle {\begin{aligned}I_{2}I_{3}{\ddot {\omega }}_{2}&=(I_{3}-I_{1})(I_{1}-I_{2})(\omega _{1})^{2}\omega _{2}\\{\text{тобто}}~~~~{\ddot {\omega }}_{2}&={\text{(негативне число)}}\cdot \omega _{2}\end{aligned}}}
Зверніть увагу, що {\displaystyle \omega _{2}} протиставляється і тому обертання навколо цієї осі стабільне для об'єкта.
Подібні міркування дають, що обертання навколо осі з моментом інерції {\displaystyle I_{3}} також стабільне.
Нестабільне обертання навколо другої головної осі
Тепер застосуємо той самий аналіз до осі з моментом інерції {\displaystyle I_{2}}. Тепер {\displaystyle {\dot {\omega }}_{2}} дуже мале. Тому, залежністю від часу {\displaystyle ~\omega _{2}} можна знехтувати.
Диференціюючи рівняння (1) та підставивши {\displaystyle {\dot {\omega }}_{3}} з рівняння (3),
{\displaystyle {\begin{aligned}I_{1}I_{3}{\ddot {\omega }}_{1}&=(I_{2}-I_{3})(I_{1}-I_{2})(\omega _{2})^{2}\omega _{1}\\{\text{тобто}}~~~~{\ddot {\omega }}_{1}&={\text{(позитивне число)}}\cdot \omega _{1}\end{aligned}}}
Зверніть увагу, що {\displaystyle \omega _{1}} не протиставляється (а тому зростатиме) і обертання довкола другої осі є нестабільним. Тому, навіть маленьке втручання вздовж двох других осей приводить до 'перевороту' об'єкта.

## Інтернет-ресурси
- Дивне обертання тенісної ракетки (ефект Джанібекова) [Veritasium]